# THE JOURNAL
THE JOURNAL（ザ ジャーナル）は、2008年から株式会社インサイダーの代表取締役兼編集長であるジャーナリストの高野孟が主幹を務め運営している日本の情報配信サイトである。

## 概要
2005年11月に「ブログによるジャーナリズムの発信拠点」を目指すとして高野が開設した『ざ・こもんず』という会員制サイトが前身で、これを2008年9月にコンサルティング会社のCKDコンサルティングと共同運営する形で新たに再編したものが現在のTHE JOURNALである。
「何が、いつ、どこで起こったか」については既存の通信社から収集し、「それらがなぜ起こったか」「そこから何を予見するか」「そこから何を学ぶべきか」といった見識を、各界で活躍する賢人ら（一流ジャーナリスト・企業経営者・トップクリエイター・学識者・国会議員など）から多角的に収集し、各種媒体事業者に対し、THE JOURNALが収集した「二次情報（多角的見識情報）」を配信している。

## 媒体
「THE JOURNAL」 - Webサイト
日常に起る事件や事象などに、角界の著名人からの見識を加えた情報を発信（NewsSpiral）。またトップジャーナリスト等によるそれぞれの解釈を持った情報をブログ形式にて配信（COMMONS）。これらの情報を発信するWebサイト。

### ブロガー 一覧
- 高野孟
- 田原総一朗
- 二木啓孝
- 大谷昭宏
- 有田芳生
- 宮崎学
- 岸井成格
- 玉木正之
- 辺真一
- 中村忠彦
- リック・タナカ
- 天野礼子
- 山崎養世
- 蓮舫
- 石渡俊彦
- William Reed
- 甲斐良治
- 金平茂紀
- 暁玲華
- 田中良紹
- 有吉与志恵
- Fabrizio Lavezzari
- 山口一臣
- 財部誠一
- 若林秀樹

（順不同）

### コメント寄稿者 一覧
- 高野孟
- 田原総一朗
- 二木啓孝
- 大谷昭宏
- 有田芳生
- 宮崎学
- 岸井成格
- 辺真一
- 田中良紹
- 山口一臣
- 財部誠一
- 若林秀樹
- 須田慎一郎
- 堀江貴文
- 中島健一郎
- 水野和夫
- 玉木正之
- 高須基仁
- 渡部恒雄
- 田中康夫
- 甲斐良治
- 平野貞夫
- ペマ・ギャルポ
- 田宮榮一
- 梅本正行
- 石川好
- 東国原英夫
- 蓮舫
- 森永卓郎
- 井上トシユキ
- 松崎敏弥
- 鳩山由紀夫

他……
（順不同）

## 二次情報配信事業
各種媒体事業者（新聞・ポータルサイト・ラジオ・モバイルコンテンツ）への二次情報の提供を行っている。
例としてInfoseek楽天との「THE JOURNAL×Infoseek内憂外患～どうするニッポン～」。

## 参考資料
『高野孟ラジオ万華鏡』
ザ・対談，VOICECOMMONS，高野孟の趣味的万華鏡で構成されているTOKYO FMのラジオ番組の作成も携わる。
毎月第4日曜日5：00～より配信。
- JFN PEOPLE高野孟のラジオ万華鏡